# Granulicella
Granulicella es un género de bacterias gramnegativas de la familia Acidobacteriaceae. Fue descrito en el año 2010. Su etimología hace referencia a célula en forma de grano. Son bacterias aerobias e inmóviles. Son mesófilas y acidófilas. En general se encuentran en suelos y zonas pantanosas con musgo. 

## Taxonomía
Actualmente existen 11 especies descritas:
- Granulicella acidiphila
- Granulicella aggregans
- Granulicella arctica
- Granulicella cerasi
- Granulicella mallensis
- Granulicella paludicola
- Granulicella pectinivorans
- Granulicella rosea
- Granulicella sapmiensis
- Granulicella sibirica
- Granulicella tundricola